# بیدرونکا
بیدرونکا (انگلیسی: Biedronka) شرکت خرده‌فروشی لهستانی است، که در سال ۱۹۹۵ تأسیس شد.